# コンスタンティノープルのソクラテス
コンスタンティノープルのソクラテス（ギリシャ語: Σωκράτης ὁ Σχολαστικός, 380年頃 - 439年以降）、あるいはソクラテス・スコラスティコス（法律家ソクラテス）は、5世紀のキリスト教教会史家。ソゾメノス（en）およびテオドレトスの同時代人。
305年から439年までの古代後期のキリスト教史を扱った『教会史』（Historia Ecclesiastica, ギリシャ語: Ἐκκλησιαστική Ἱστορία）の著者である。

## 生涯
コンスタンティノープルに生まれた。古代においてすら、彼の生涯についてはほとんどなにも知られておらず、例外は彼の『教会史』における言及から拾える事柄だけである。この著書はそれが表向きの手本としたカイサレイアのエウセビオスからは外れて、教会の問題における皇帝の立場を強調し、教会のだけではなく世俗の歴史をも与えている。
序文で言及されているソクラテスの教師は文法家ヘラディオスとアンモニオスであり、彼らはアレクサンドリアからコンスタンティノープルに来た人で、もとの地では異教の僧であった。その異教の寺院への攻撃を伴った反乱のために、彼らは逃げざるをえなかった。この攻撃は391年頃のことで、セラペウムが略奪・破壊された。
コンスタンティノープルのソクラテスが、のちにソフィストのトロイロスの教えを受けたということは証明されていない。ソクラテスの正確な職業についてはなにも確実なことがわからないが、彼の書いたものからは彼が平信徒であったことが推測されうる。
後年に彼は諸国を旅し、とりわけパフラゴニアとキプロスを歴訪した。

## 『教会史』
この歴史書は305年から439年までを扱っており、専門家たちはこの執筆が439年かそのすぐあと、テオドシウス2世の存命中すなわち450年以前には確実に終わったものと考えている。執筆の目的はカイサレイアのエウセビオスの仕事を継続することである（1.1）。本書ではコンスタンティヌスの時代から著者の時代までに、教会が経験した事柄が簡単なギリシア語で物語られている。教会内の不和についての記述が前景を占めている、というのも、教会が平和であるときには教会史家が関与することはなにもないからである（7.48.7）。第5巻の序文において、ソクラテスは教会に関する著述に加えてアリウス派のことと政治的なできごととについて扱うことを弁護している。
『教会史』はアレクサンドリアの女性数学者・哲学者であったヒュパティアに関して知られている事柄の数少ない典拠のひとつである。
ソクラテスの説明は多くの点でバランスがとれている。彼は教会および国家の傑出した人物たちに言及するさい、誇張した称号を用いることを注意深く避けている。
彼はしばしばノヴァティアヌス派の追随者だったとみなされているが、これは彼がノヴァティアヌス派の人々について多くの詳細を与えており、彼らについて寛容な言いかたで語っているという事実にもとづくものである。とはいえ彼はアリウス派やその他の集団についても同様にしている。彼は自身について（大文字の）教会に属するものとしている。
ソクラテスは彼がこの作品を書く動機をテオドロスなる人物（a certain Theodorus）に負っていると述べており、第2巻への序文においてこの人物は「神の聖者」と称され、したがって修道僧もしくは高位の聖職者であったようである。同時代の歴史家であるソゾメノスおよびテオドレトスとは、6世紀の編集作業においてソクラテスと結びつけられ、このため近年まで彼らのあいだの差異が不明瞭にされてきたが、Hartmut Leppin の著作『コンスタンティヌス大帝からテオドシウス2世まで』（Von Constantin dem Großen zu Theodosius II、ゲッティンゲン、1996年）によって、一連のキリスト教皇帝たちについての彼らの個別の描写が互いに識別され対照されるようになった。

### 校訂版と翻訳
『教会史』がギリシア語ではじめて編集されたのはロベール・エティエンヌによってで、Codex Regius 1443（パリ、1544年）にもとづくものであった。ヨハンネス・クリストフォルソン（Johannes Christophorson、1612年）によるラテン語への翻訳はその異読のために重要である。しかし初期近代の根本的な校訂版はヘンリクス・ヴァレシウス（Henricus Valesius、あるいはアンリ・ヴァロワ Henri Valois）によってなされ（パリ、1668年）、これは Codex Regius, Codex Vaticanus, Codex Florentinus を用いているほか、読師テオドロス（Theodorus Lector）による間接的な伝承（Codex Leonis Alladi）をも使用している。
本文はギリシア教父全集第67巻に編集されている（オンライン版：documentacatholicaomnia.eu）。
本文の新たな批判版はG. C. ハンセンによって編集され、『ギリシア語キリスト教著作家』（Die Griechischen Christlichen Schriftsteller）叢書から公刊されている（ベルリン：Akademie Verlag、1995年）。
ゼノス（A. C. Zenos）による英訳は『ニカイアおよびニカイア以後の教父著作集』（Nicene and Post-Nicene Fathers）第2集の第2巻に公刊されている（Edited by Philip Schaff and Henry Wace. Buffalo, NY: Christian Literature Publishing Co., 1890.）（オンライン版：newadvent.org ccel.orgmunseys.com）。
より最近（2004–2007年)では、ソクラテスの歴史はピエール・マラヴァル（Pierre Maraval）による全4巻の二言語対照版として『キリスト教原典』（Sources Chrétiennes）叢書から公刊されている。